# Озеро Танцующих Хариусов
О́зеро Танцу́ющих Ха́риусов — пресное озеро в Ягоднинском городском округе Магаданской области. Площадь зеркала — 0,9 км². Площадь водосборного бассейна — 230 км². Высота над уровнем моря — 778 м.

## Гидроним
Название дано в 1932 году прорабом-поисковиком И. Топуновым из Санга-Талонской партии Петра Скорнякова за обилие рыбы хариуса. Сам Скорняков в том же году назвал соседнее озеро озером Джека Лондона.

## География
В западной части соединено протокой Вариантов протяжённостью 3,9 километра с озером Джека Лондона вблизи острова Вера. На востоке из озера вытекает река Кюель-Сиен, в которую возле истока впадает ручей Замкнутый. Также поблизости находится устье одного из притоков Замкнутого — ручей Умерших Ледников. Севернее расположены мелкие озёра Мечта, Анемон, Серая Чайка. Находится между хребтами Большой Аннгачак на западе и Уаза-Ина на востоке, в окружении безымянных горных вершин высотой 1205 метров на севере, 1643 метра на северо-востоке, 1043 метра на востоке и 1199 метров на юге. Также южнее расположена гора Нариман высотой 1166 метров.
Озёра Танцующих Хариусов, Джека Лондона и несколько связанных менее крупных водоёмов расположены в межгорной котловине. В течение четвертичного периода этот район по меньшей мере трижды подвергался горно-долинному оледенению, вследствие чего на неровностях рельефа образовалось множество разнообразных водоёмов.
Код озера в Государственном водном реестре РФ — 19010100111119000000116.

## Фауна
Несмотря на название, в отличие от озера Джека Лондона, где живёт быстро растущий, чрезвычайно упитанный хариус, вес которого к 10-летнему возрасту может достигать одного килограмма, в озере Танцующих Хариусов хариус существенно мельче (500—600 граммов), и растёт он намного медленнее.